# Żyroskop mikroelektromechaniczny

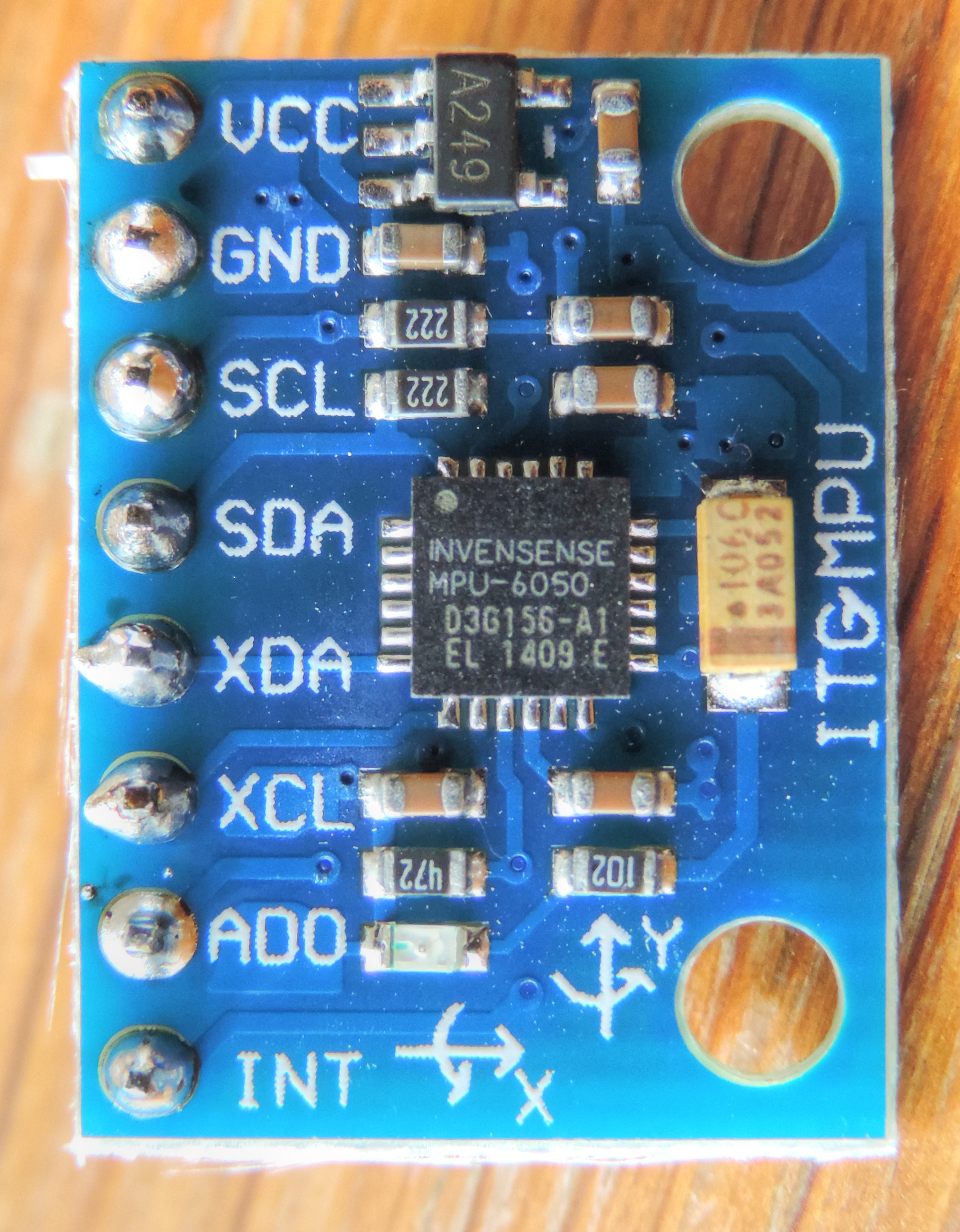
rys.1 Elektroniczny przyspieszeniomierz z żyroskopem. Wyjście układu w standardzie I²C

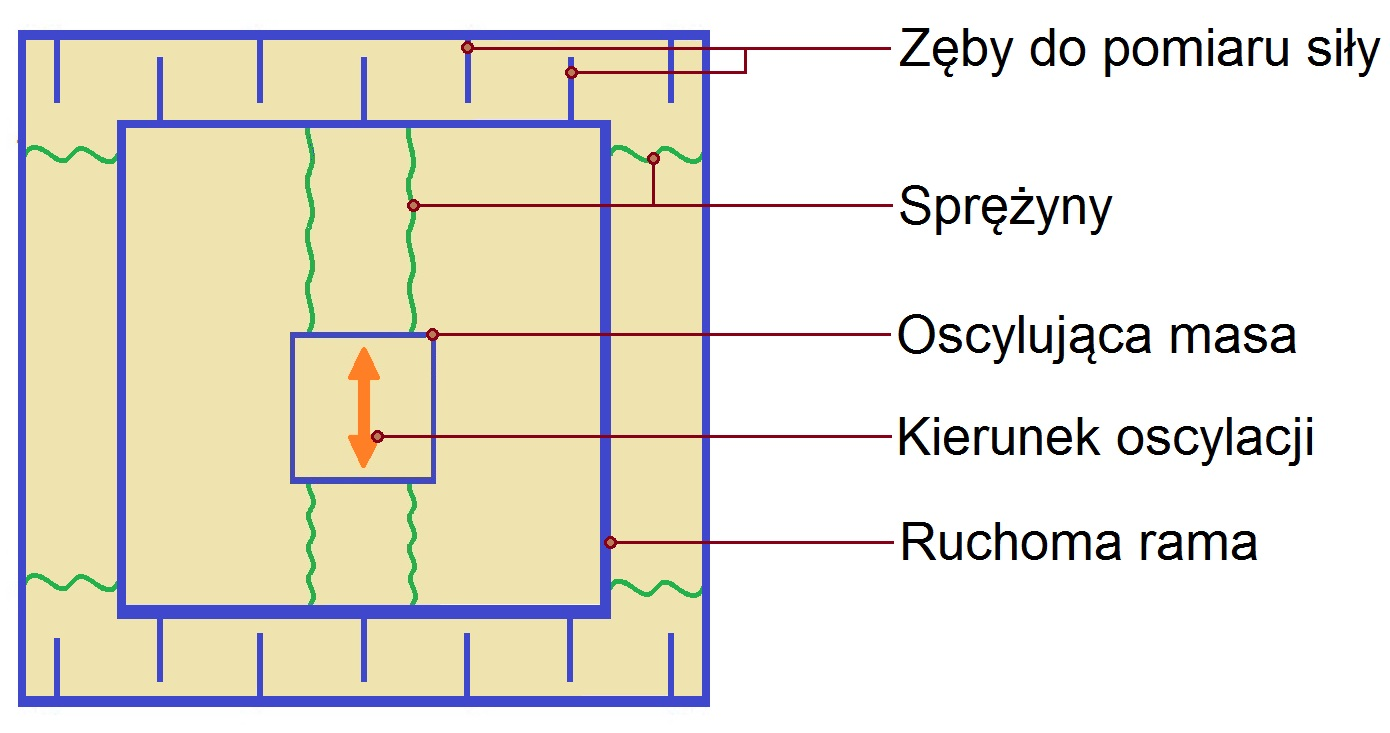
rys. 2 Schemat pojedynczej struktury mechanizmu do żyroskopu MEMS

Żyroskop mikroelektromechaniczny – żyroskop wykonany w systemie mikroelektromechanicznym MEMS (bądź nawet NEMS: nano) charakteryzują się bardzo małym rozmiarem niskim kosztem produkcji i szerokim zastosowaniem. Pomiar obrotu jest wykonywany na zasadzie pomiaru sił Coriolisa elementu w stanie oscylacji.
Największymi producentami takich rozwiązań na świecie są Panasonic, Robert Bosch GmbH, InvenSense, Seiko Epson, Sensonor, STMicroelectronics, Freescale Semiconductor oraz Analog Devices.

## Wzór działania mechanizmu
Rozważmy dwie masy wibrujące wzdłuż płaszczyzny o częstotliwości {\displaystyle \omega _{r}.} Przyśpieszenie powstałe na skutek efektu Coriolisa będzie równe {\displaystyle a_{c}=2(\Omega \times v),} gdzie {\displaystyle v} oznacza prędkość liniową a {\displaystyle \Omega } kątową obrotu. Prędkość ruchu mas wzdłuż płaszczyzny przedstawiona będzie {\displaystyle X_{ip}\omega _{r}\cos(\omega _{r}t),} gdy ich położenie w tej płaszczyźnie opiszemy jako {\displaystyle X_{ip}\sin(\omega _{r}t).} Ruch prostopadły do płaszczyzny wytworzony w ten sposób {\displaystyle y_{op}} opisać można wzorem:
{\displaystyle y_{op}={\frac {F_{c}}{k_{op}}}={\frac {1}{k_{op}}}2m\Omega X_{ip}\omega _{r}\cos(\omega _{r}t),}
gdzie:
{\displaystyle m} – masa,
{\displaystyle k_{op}} – współczynnik sprężystości w kierunku prostopadłym do płaszczyzny,
{\displaystyle \Omega } – wartość wektora obrotu odstającego od płaszczyzny drgań masy.
Poprzez pomiar {\displaystyle y_{op}} jesteśmy w stanie określić szybkość obrotu {\displaystyle \Omega .}

## Budowa i działanie
Niedrogi element w systemie mikroelektromechanicznym zastąpił klasyczne sprężyny i masy potrzebne do pomiaru, jest on wykonywany w procesie wytrawiania z płytki krzemowej, bądź ablacji laserowej. Pakowane i łączone są identycznie jak wszelkiego rodzaju układy scalone, mogą one wydawać zarówno sygnał analogowy, jak i cyfrowy.
Cały proces mierzący obrót żyroskopu zachodzi w mechanizmie wykorzystującym efekt Coriolisa. Mechanizm ten składa się ze stale oscylującej masy wewnątrz ramki, która połączona jest z obudową zewnętrzną układem mikrosprężyn pod kątem 90° do kierunku ruchu masy (rys. 2). Drgania masy powodują na skutek występowania ruchu obrotowego powstanie siły działającej na ruchomą ramkę, w efekcie czego następuje przesunięcie ramki w kierunku prostopadłym do drgań masy. Przesunięcie to powoduje zmianę pojemności kondensatora grzebieniowego. Gdy ciało się nie obraca, ramka pozostaje nieruchoma, a pojemność kondensatora jest stała.

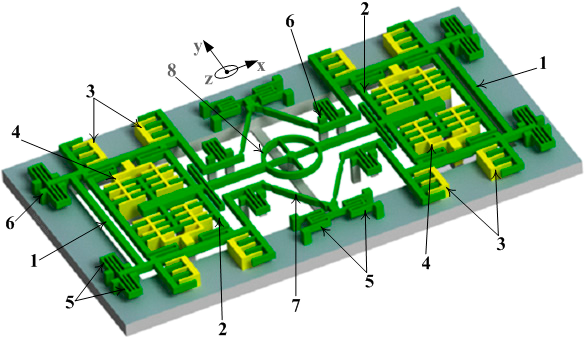
rys. 3 Schemat żyroskopu MEMS o konstrukcji kamertonowej

Aby odróżnić przyśpieszenie spowodowane obrotem od liniowego należy utworzyć podwójny układ elementów w którym masy będą oscylować w przeciwnym kierunkach. Spowoduje to iż siły powstałe na skutek obrotu będą przeciwnie do siebie skierowane (konstrukcja taka nazywana jest Kamertonową rys. 3). Ich różnica będzie obserwowalna gdy działa na układ moment obrotowy, a znikoma bądź zerowa w pozycji stałej i jeżeli na układ będzie działało przyśpieszenie liniowe.
Do odczytania kąta obrotu układu należy porównać pomiary pojemności przeciwnych członów. Niestety jednak przesunięcie okładek na skutek efektu Coriolisa jest skrajnie małe w zakresie ułamków Å (angstrema: 10−10 m), a co za tym idzie wywołana zmiana pojemności rzędu zF (zeptofarad: 10−21 F). W związku z tym konieczne jest dokładne zminimalizowanie wpływu czynników zakłócających takich jak temperatura, szumy elektryczne lub drgania zewnętrzne. Osiągnąć to można poprzez umieszczenie układów elektronicznych, takich jak wzmacniacze i filtry częstotliwości, na tej samej matrycy co czujnik mechaniczny.
W dużym stopniu pojedynczy żyroskop wykonywany współcześnie o konstrukcji podwójnego kamertonu dokonuje pomiaru tylko w 2-osiach obrotu, stosowane są ze względu na prostotę i koszty wykonania. Do uzyskania pomiaru w każdym stopniu swobody montowane są dwa takie żyroskopy jednocześnie z przyśpieszeniomierzami, lub produkowane są również żyroskopy 3-osiowe, lecz wykonanie takiego elementu wiąże się ze znacznym wzrostem kosztów.

## Parametry
Przy wykonywaniu kartotek produktu, podstawowymi parametrami żyroskopów elektronicznych są:
- Ilość mierzonych stopni swobody lub osi
- Zakres pomiarów [±dps]
- Czułość wykonywanych pomiarów [mdps/digit]
- Temperaturowy zakres pracy [±°C]
- Wpływ temperatury na czułość [±%]
- Błąd przesunięcia zera [dps]

## Zastosowanie
- Smartfony – aktualnie każde urządzenie tego typu posiada w sobie żyroskop mikroelektromechaniczny.
- Nawigacja inercyjna – żyroskop taki pozwala nawigacji określić orientację bez punktów odniesienia. Zastosowanie ma to we wszelkiego rodzaju statkach wodnych, powietrznych i kosmicznych.
- Kamery – wykorzystuje się do stabilizacji obrazu.
- Wszelkiego rodzaju elektronika użytkowa dostępna dla konsumenta (np. tablet, smartwatch, kontrolery i konsole do gry, zestawy do wirtualnej rzeczywistości).

Żyroskopy technologii MEMS są najczęściej wykorzystywanym rodzajem żyroskopów w przemyśle konsumpcyjnym, ze względu na znacznie mniejsze rozmiary (mikro lub nawet nano), prostą integrację z interfejsami cyfrowymi oraz znacznie mniejsze zużycie energii niż w żyroskopach optycznych bądź laserowych.